# Libellula pulchella
Libellula pulchella är en trollsländeart som beskrevs av Dru Drury 1773. Libellula pulchella ingår i släktet Libellula och familjen segeltrollsländor. Inga underarter finns listade i Catalogue of Life.

## Bildgalleri

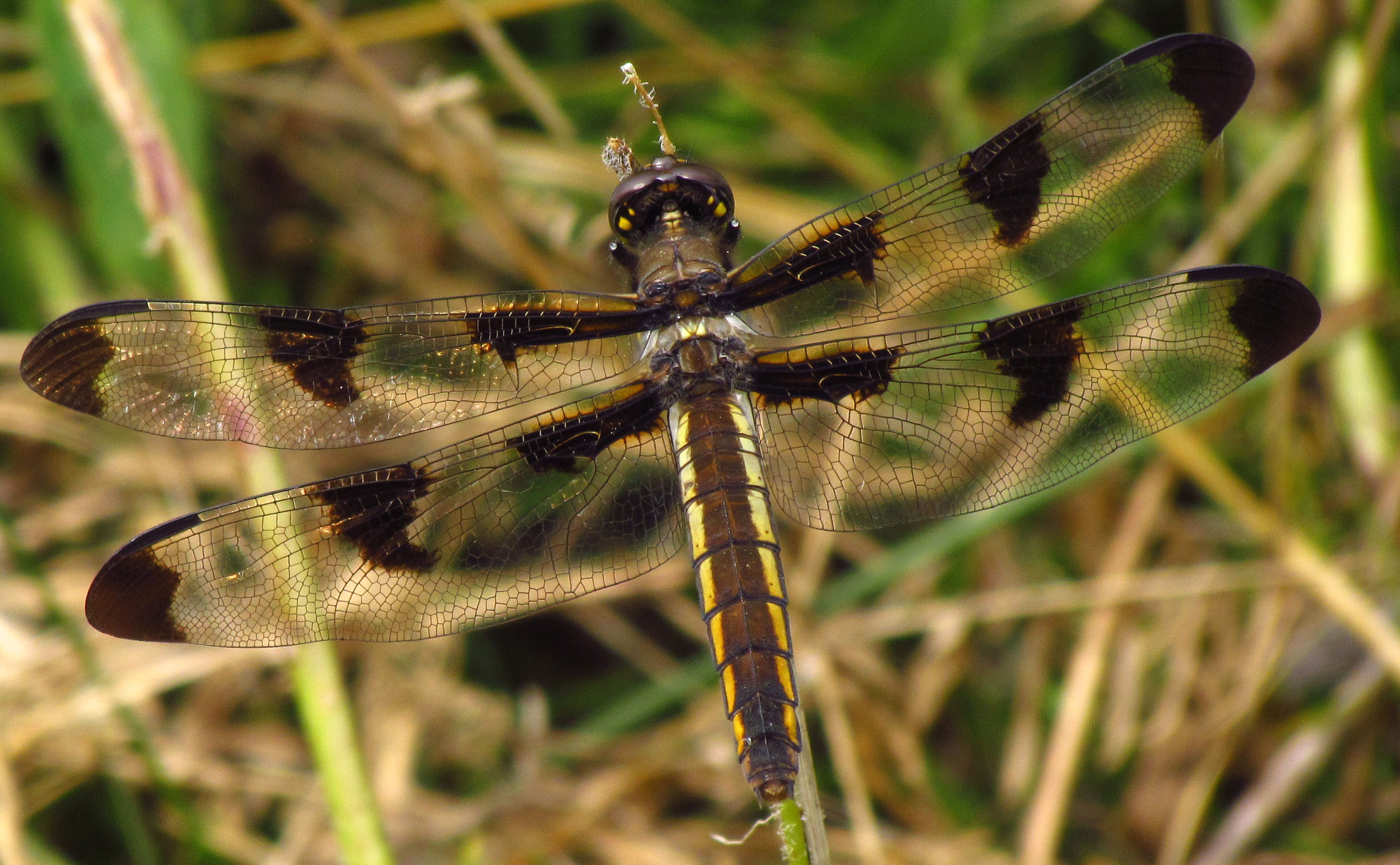
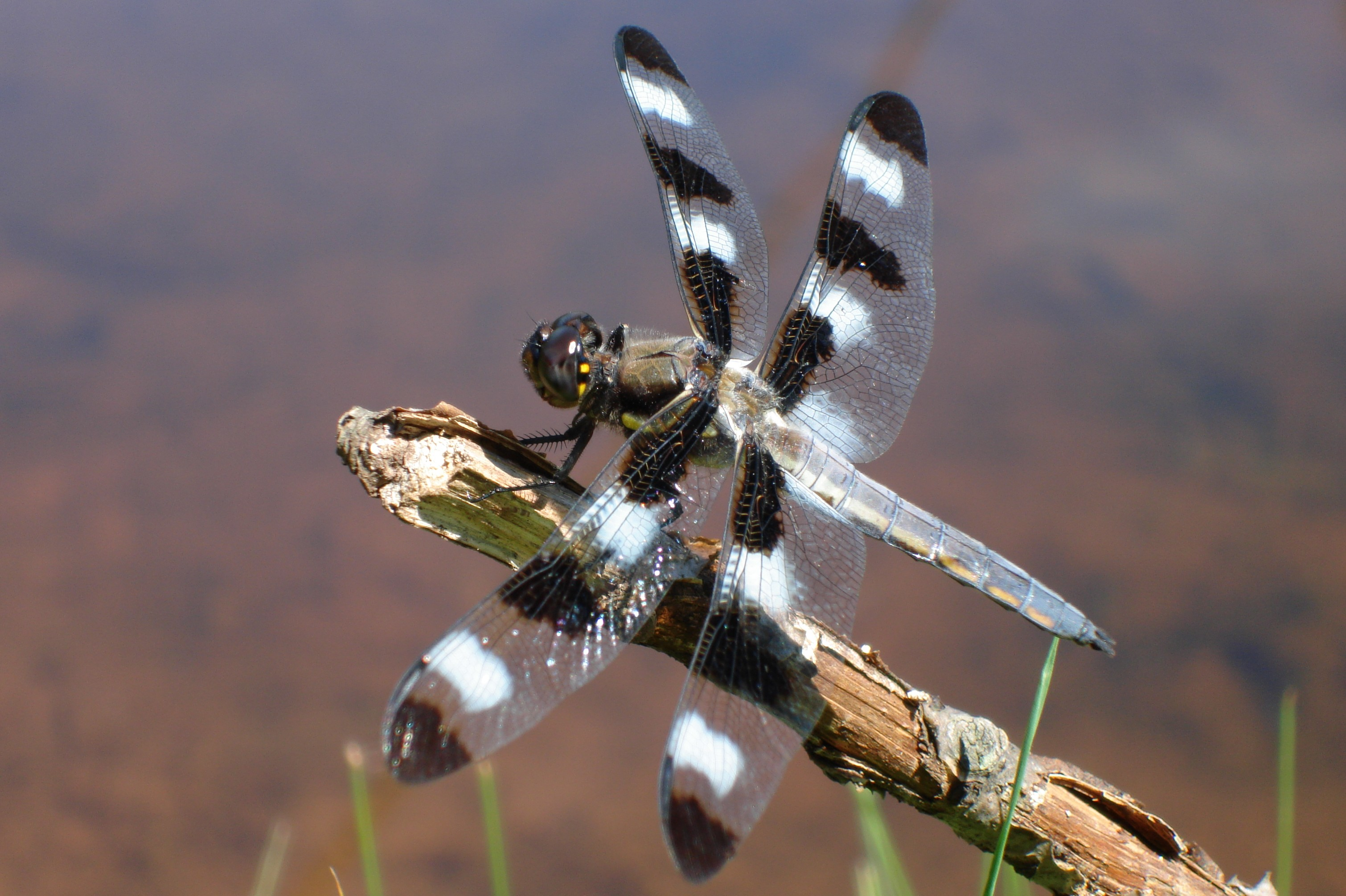
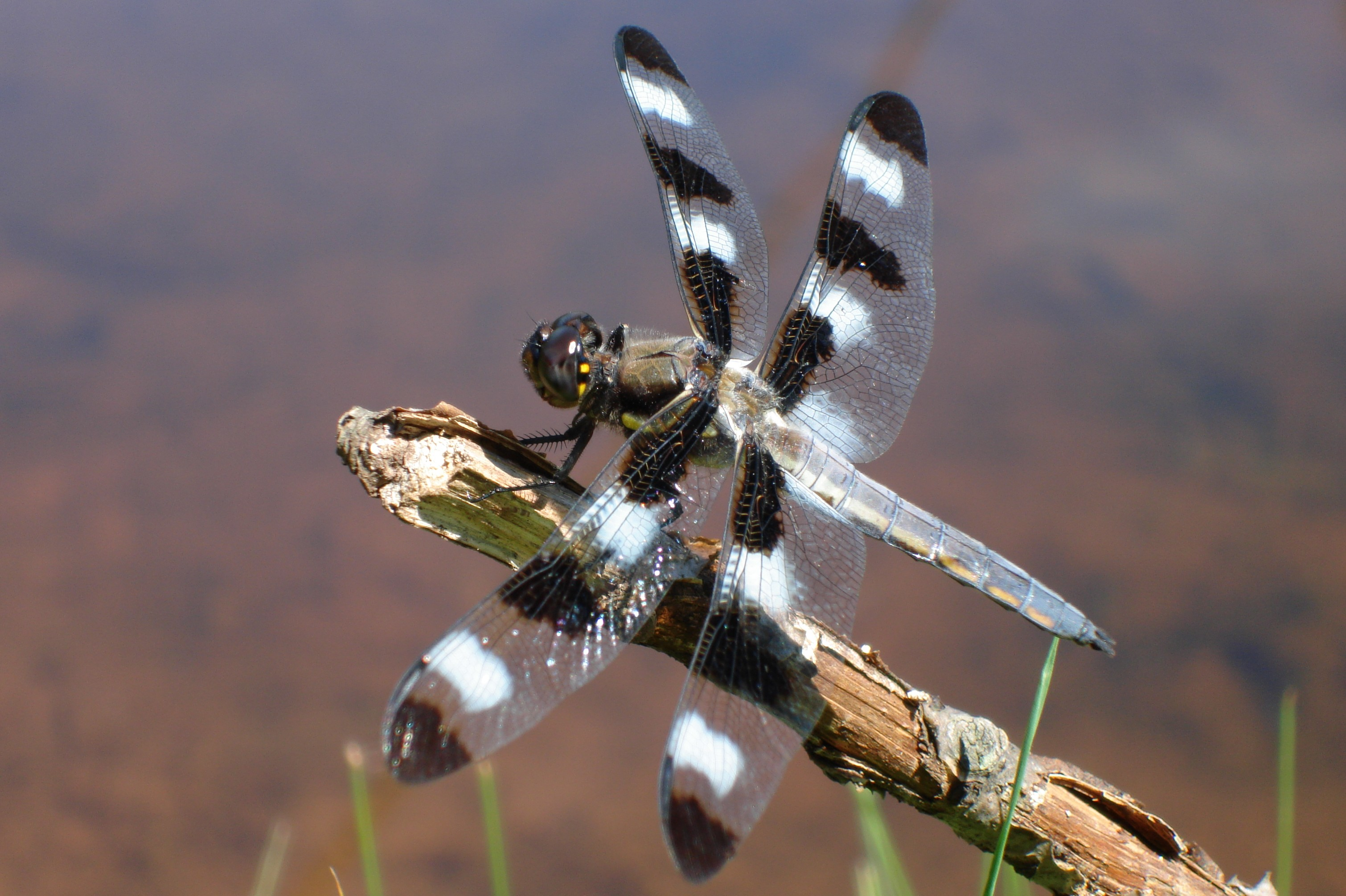
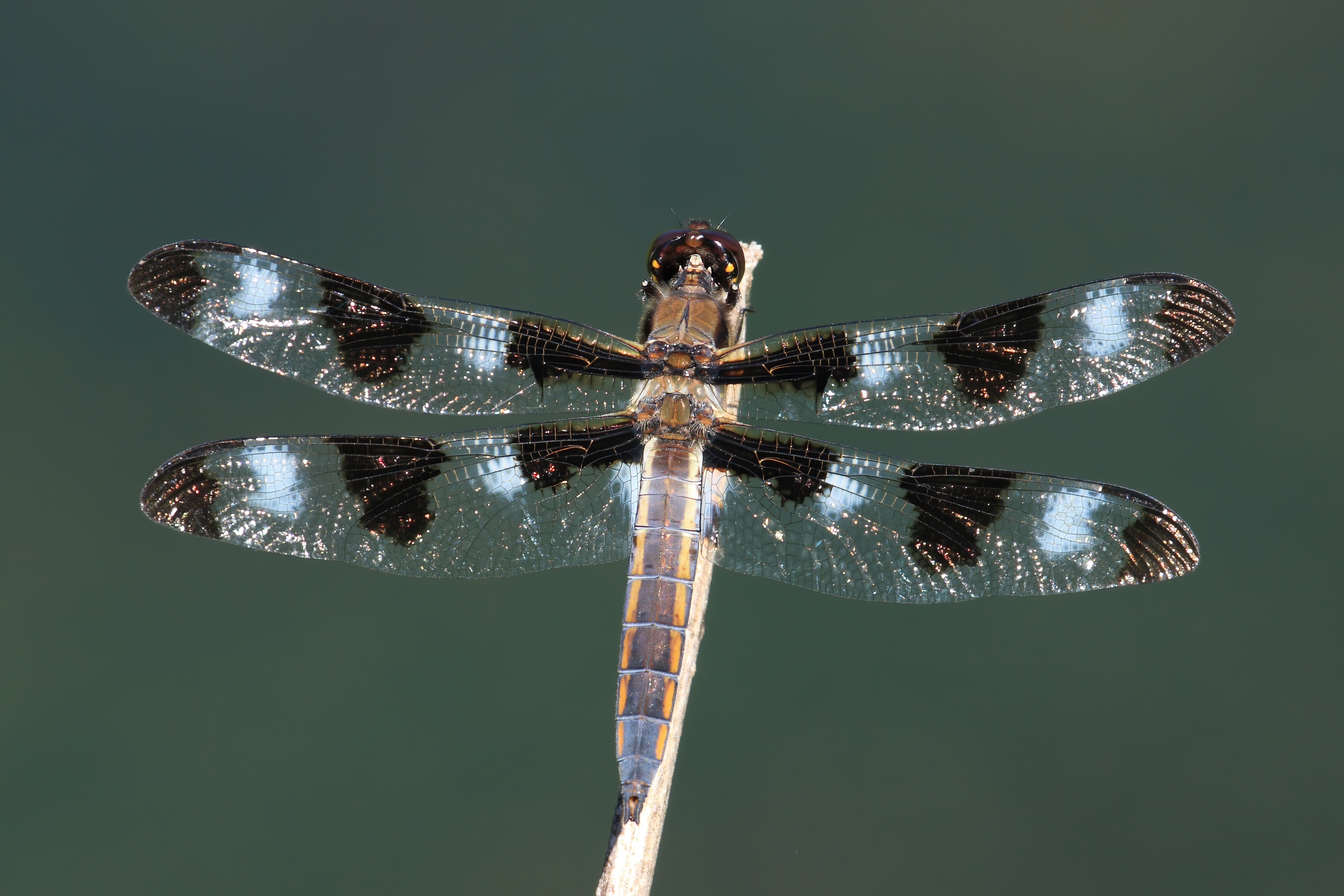
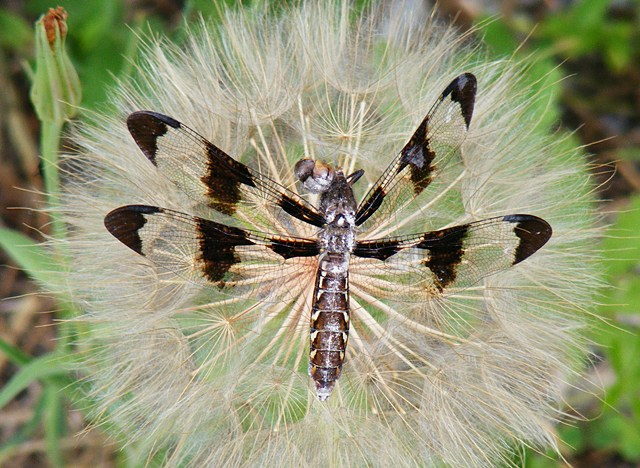
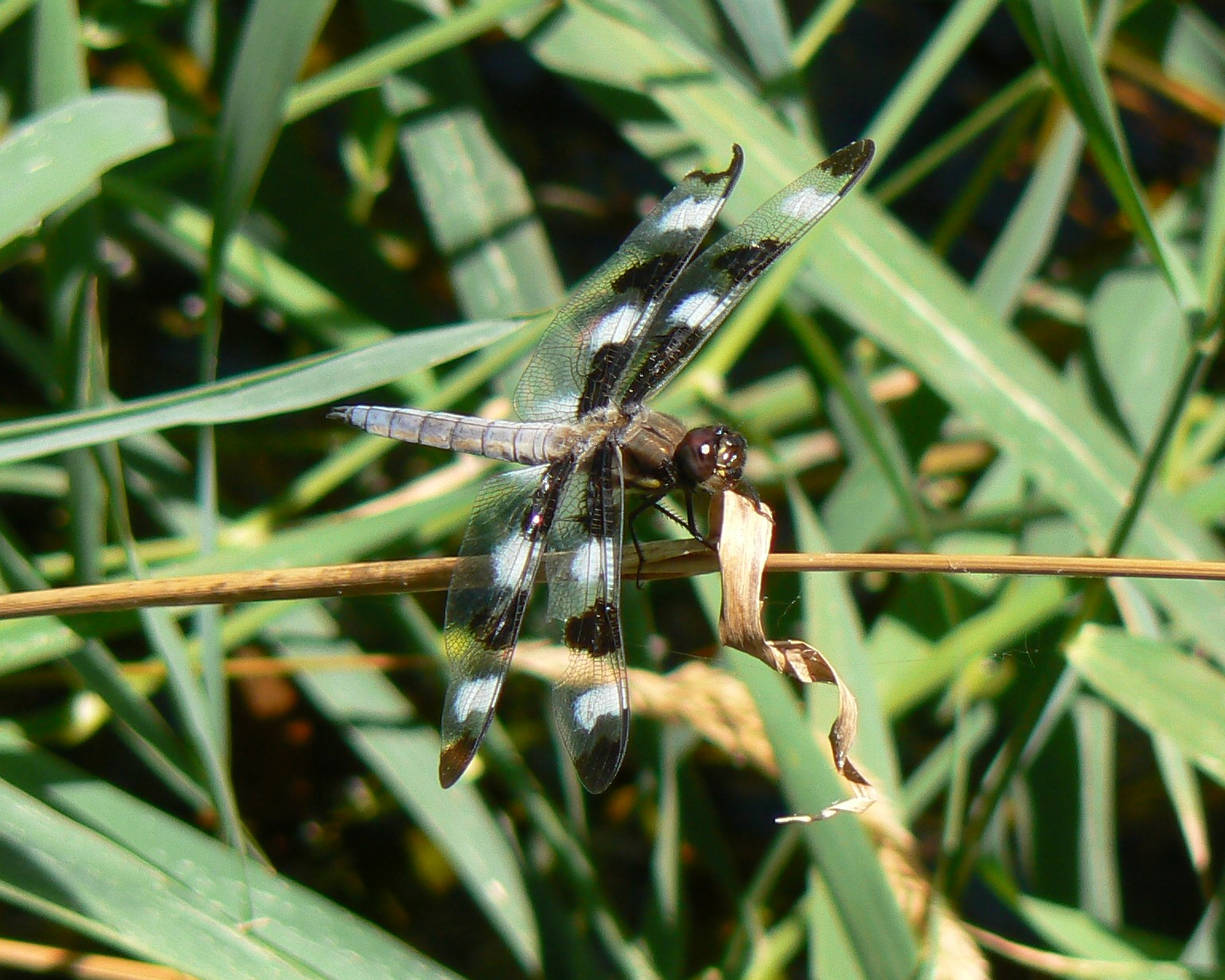